# Bernhard Ulrich (Schauspieler)
Bernhard Ulrich (* 23. April 1967 in München) ist ein deutscher Schauspieler.

## Leben
Bernhard Ulrich absolvierte von 1992 bis 1995 eine Schauspielausbildung an der Fachschule für Darstellende Kunst „Schauspiel München“ in München.
Am Anfang seiner Karriere als Schauspieler standen Theaterengagements. Von 1996 bis 1999 war Ulrich festes Ensemblemitglied am Städtebundtheater Hof. Dort spielte er unter anderem Gianettino in Die Verschwörung des Fiesco zu Genua (Spielzeit 1996/1997), Kalldewey in Kalldewey, Farce von Botho Strauß (Spielzeit 1996/97), Srulik in Ghetto von Joshua Sobol (Spielzeit 1997/98), Annas in Jesus Christ Superstar (Spielzeit 1997/98) und Merkur in Amphitryon (Spielzeit 1997/98).
Ab 2000 trat Ulrich an mehreren Theatern in München auf, unter anderem am Akademietheater München, am Metropoltheater München und am Teamtheater München. Am Teamtheater spielte er den Krüppel in Ein Fest für Boris von Thomas Bernhard (2000), den Verleger in der Komödie Ein Winter unterm Tisch von Roland Topor (2002) und die Rollen Luther/Zöllner/Kurfürst in einer Bühnenfassung der Novelle Michael Kohlhaas (2007). Ab 2003 spielte er in München auch an der Kleinen Komödie im Max II und an der Komödie im Bayerischen Hof. 2005 trat er dort in der Farce Cash von Michael Cooney als Beamter des Sozialamtes auf. 2003 hatte er ein Gastengagement an der Komödie am Kurfürstendamm in Berlin.
Für seine Leistungen als Theaterschauspieler wurde Ulrich 2000 (für seine Rolle in Ein Fest für Boris am Teamtheater) und 2005 (für seine Rolle als Beamter des Sozialamtes in der Farce Cash von Michael Cooney) mit dem „AZ-Stern des Jahres“ der Münchner Abendzeitung ausgezeichnet.
Ab 2005 spielte Ulrich auch kleine Rollen in verschiedenen Fernsehproduktionen.
Besondere Bekanntheit erlangte Ulrich vor allem durch die durchgehende Serienhauptrolle des Hubert Kirchleitner in der BR-Fernsehserie Dahoam is Dahoam, wo er seit 2007 unter anderem an der Seite von Brigitte Walbrun und Ursula Erber spielt. In dem ZDF-Fernsehfilm Die Gruberin (Erstausstrahlung: Dezember 2013) verkörperte er die Rolle des Kriminalhauptkommissars Brandl.
Ulrich ist außerdem als Werbedarsteller für die König-Brauerei innerhalb der TV- und Print-Werbekampagne Heute Emotionen pur. Heute ein König. im Teil Heute erfolgreich zu sehen.

## Filmografie (Auswahl)
- 2006: Medicopter 117 – Jedes Leben zählt – Flug ins Ungewisse (Fernsehserie)
- 2006: Lotta in Love (Fernsehserie)
- 2006: SOKO 5113 (Fernsehserie)
- 2007: Unter Verdacht (Fernsehserie)
- 2007: Marienhof (Fernsehserie)
- 2007–: Dahoam is Dahoam (Fernsehserie)
- 2009: Selbstportrait (Fernsehfilm)
- 2009: Herzklopfen in Lansing (Fernsehfilm)
- 2011: Klarer Fall für Bär (Fernsehfilm)
- 2011: SOKO 5113 (Fernsehserie)
- 2012: Konrad Adenauer – Stunden der Entscheidung (Fernsehfilm, Dokudrama als Franz Josef Strauß)
- 2013: Die Gruberin (Fernsehfilm)
- 2014: Die Rosenheim-Cops – Ein Callcenter unter Verdacht (Fernsehserie)
- 2015: Der Primus – Franz Josef Strauß (Dokudrama; Titelrolle als Franz Josef Strauß)
- 2017: Der Bergdoktor – Zurück ins Leben (Fernsehserie)
- 2018: SOKO München – Tod unter Brücken (Fernsehserie)
- 2020: Die Rosenheim-Cops – Der Bierkrieg (Fernsehserie)
- 2022: Frühling – Auf den Hund gekommen (Fernsehreihe)

## Theaterengagements (Auswahl)
- 1996–1999: Städtebundtheater Hof
- 2000: Akademietheater München
- 2002: Metropoltheater München
- 2002: Teamtheater München
- 2003: Komödie am Kurfürstendamm
- 2003–2004: Komödie im Bayerischen Hof, München
- 2005–2006: Komödie am Max II, München
- 2006–2007: Teamtheater Tankstelle, München